# Phalloniscus meridionalis
Phalloniscus meridionalis är en kräftdjursart som beskrevs av Paulo Agostinho de Matos Araujo och Buckup 1994. Phalloniscus meridionalis ingår i släktet Phalloniscus och familjen Dubioniscidae. Inga underarter finns listade i Catalogue of Life.